# ŠPORT
ŠPORT (:ŠPORT) es el tercer canal nacional eslovaco perteneciente y operado por STVR. Es un canal centrado en el deporte, emitiendo las 24 horas del día. También retransmite competiciones en directo, noticias deportivas, programas de estilo de vida saludable y grabaciones de archivo.

## Historia
El canal inició sus emisiones en pruebas el 16 de diciembre del 2021, aunque fue el 20 de diciembre de dicho año cuando empezaron las emisiones regulares.
El canal estuvo controlado por Rozhlas a televízia Slovenska hasta 2024, cuando RTVS fue reemplazado por el actual ente público Slovenská televízia a rozhlas.

## Eventos deportivos
Entre los eventos que emite el canal se encuentran:
- Juegos Olímpicos.
- UEFA Champions League.
- UEFA Nations League.
- Tour de Francia.
- UEFA Conference League.
- Copa Mundial de Fútbol.